# Gais 1945/1946
Fotbollsklubben Gais spelade säsongen 1945/1946 i allsvenskan, där man slutade fyra och tog bronset.
I svenska cupen 1945 åkte man ut i andra omgången mot Hälsingborgs IF.

## Inför säsongen
Efter säsongen 1944/1945 slutade backklippan Arne Gustafsson, och även vänsteryttern Rune Östling klev av. Bland nya ansikten i klubben fanns målvakten Yngve Högberg, centern Rolf Almqvist och den sedermera legendariske anfallaren Karl-Alfred Jacobsson, som dock hade debuterat redan säsongen 1944/1945.
Den 6 juli 1945 förlorade man på Slottsskogsvallen en vänskapsmatch mot danska BK Frem med 2–1, i en ganska svag match inför 2 247 åskådare. Sixten Rosenqvist gjorde Gais mål.

## Svenska cupen
I svenska cupen 1945 gick Gais, i likhet med övriga allsvenska lag, in i turneringen i andra omgången. Gais lottades mot Hälsingborgs IF, och förlorade på bortaplan med 2–5, trots ledning 2–0 i halvtid.
| 2 | 8 juli 1945 | Hälsingborgs IF                                                                    | 5 – 2          | Gais                      | Olympia                                                     |                                                             |
|   |             | Bror Karlsson 46′, 80′ Malte Mårtensson 56′ Olle Persson Knut Johansson 73′ (str.) | (0 – 2) DN SvD | Göte Karlsson Stig Hillén | Hälsingborg Publik: 4 563 Domare: Lars Brandell, Norrköping | Hälsingborg Publik: 4 563 Domare: Lars Brandell, Norrköping |
|   |             |                                                                                    |                |                           | Hälsingborg Publik: 4 563 Domare: Lars Brandell, Norrköping | Hälsingborg Publik: 4 563 Domare: Lars Brandell, Norrköping |
|   |             |                                                                                    |                |                           | Hälsingborg Publik: 4 563 Domare: Lars Brandell, Norrköping | Hälsingborg Publik: 4 563 Domare: Lars Brandell, Norrköping |

## Allsvenskan

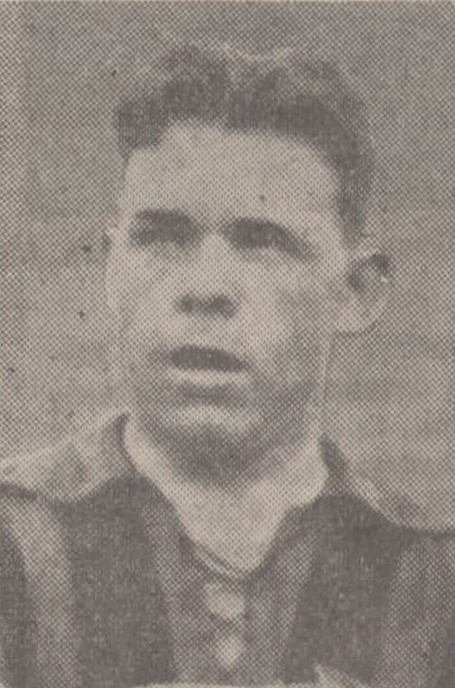
Göte "Knubben" Sjösten spelade 16 matcher för Gais denna säsong och gjorde sex mål.

Gais inledde säsongen med 0–0 borta mot starka Degerfors IF och 2–1 hemma mot Djurgårdens IF, i en match där nye målvakten Yngve Högberg skadades och Sixten Rosenqvist fick ställa sig i målet. Högberg kom efter skadan aldrig mer tillbaka i Gais A-lag, och han ersattes under resten av säsongen av trotjänaren Nils "Nippe" Johansson. I hemmaderbyt mot IFK Göteborg förlorade Gais med 1–3 efter två tveksamma IFK-mål; det ena på grund av en misstänkt offside på Kristiansson, det andra på grund av ruff.
Gais fortsatte säsongen med att gneta och maska sig till 0–0 borta mot mästarna IFK Norrköping, och sedan följde 3–2 hemma mot Halmstads BK Borta mot Hälsingborgs IF råkade Gais ut för ännu en förlust, och hemma mot AIK fick man därefter bara 2–2 efter att ha lett med 2–0, men där Henry "Garvis" Carlsson gjorde två mål, inklusive kvitteringen i slutminuterna. Man slog därefter överraskande Malmö FF borta med 1–0, och sedan Jönköpings Södra IF borta med 3–2. 3–1 hemma mot IS Halmia befäste Gais plats som ett allsvenskt topplag, och man spelade därefter 1–1 borta mot IF Elfsborg och 0–1 hemma mot Malmö FF innan höstsäsongen avslutades med 5–3 hemma mot Elfsborg. Gais övervintrade därmed på en femte plats med 16 inspelade poäng, bara två poäng bakom tabellettan IFK Norrköping.
Gais gjorde en lovande försäsong våren 1946, och vann triangelserien efter 2–1 mot Örgryte IS och 4–1 mot IFK Göteborg. Man spelade även 2–2 i en vänskapsmatch hemma mot Djurgården innan serien drog i gång.
Allsvenskans vårsäsong inledde Gais med 1–1 borta mot AIK, och man klarade sedan bara 0–0 borta mot Halmia. Efter klara segrar mot J-Södra och Halmstad (den senare efter två mål av B-lagsspelaren Ragnar Bred) hade Gais, genom ett tätt och snålt spel med få gjorda men ännu färre insläppta mål, återigen smugit upp på tredjeplatsen inför returmötet mot IFK Norrköping. Trots en stark första halvlek förlorade man emellertid inför rekordpubliken 22 354 mot mästarna med klara 1–4, där Norrköpings förlösande 1–2-mål dock föregicks av både ruff och offside och antagligen borde ha dömts bort. Gais studsade dock tillbaka efter storförlusten, och derbyslog bara fem dagar senare serietvåan IFK Göteborg med 3–1 inför 17 018 åskådare. Man såg med detta även till att snuva ärkerivalerna på guldet, då de inte längre hade möjlighet att gå i kapp Norrköping. Gais följde upp med 2–0 hemma mot Hälsingborg och hade chans på andraplatsen med två omgångar kvar. Efter en 3–2-seger mot Djurgården på Stockholms stadion förlorade Gais emellertid hemma med 0–2 mot "spöket" Degerfors, som man alltid haft svårt för, och slutade på en fjärdeplats, sju poäng bakom guldlaget Norrköping och två poäng efter Malmö på andra och IFK Göteborg på tredje plats.

### Tabell
| Nr | Lag                  | S  | V  | O | F  | GM | IM | MS  | P  |
| -- | -------------------- | -- | -- | - | -- | -- | -- | --- | -- |
| 1  | IFK Norrköping (RM)  | 22 | 16 | 3 | 3  | 67 | 22 | +45 | 35 |
| 2  | Malmö FF             | 22 | 13 | 4 | 5  | 48 | 27 | +21 | 30 |
| 3  | IFK Göteborg         | 22 | 12 | 6 | 4  | 48 | 29 | +19 | 30 |
| 4  | Gais                 | 22 | 11 | 6 | 5  | 36 | 28 | +8  | 28 |
| 5  | Degerfors IF         | 22 | 9  | 5 | 8  | 31 | 23 | +8  | 23 |
| 6  | AIK                  | 22 | 8  | 6 | 8  | 44 | 45 | −1  | 22 |
| 7  | IF Elfsborg          | 22 | 7  | 6 | 9  | 43 | 44 | −1  | 20 |
| 8  | Hälsingborgs IF      | 22 | 6  | 6 | 10 | 45 | 57 | −12 | 18 |
| 9  | IS Halmia            | 22 | 5  | 7 | 10 | 40 | 49 | −9  | 17 |
| 10 | Djurgårdens IF (U)   | 22 | 7  | 2 | 13 | 42 | 64 | −22 | 16 |
| 11 | Jönköpings Södra (U) | 22 | 6  | 3 | 13 | 31 | 60 | −29 | 15 |
| 12 | Halmstads BK         | 22 | 3  | 4 | 15 | 24 | 51 | −27 | 10 |

### Seriematcher
| 1 | 29 juli 1945 | Degerfors IF | 0 – 0          | Gais | Stora Valla                                            |                                                        |
|   |              |              | (0 – 0) DN SvD |      | Degerfors Publik: 2 507 Domare: Stig Claesson, Uppsala | Degerfors Publik: 2 507 Domare: Stig Claesson, Uppsala |
|   |              |              |                |      | Degerfors Publik: 2 507 Domare: Stig Claesson, Uppsala | Degerfors Publik: 2 507 Domare: Stig Claesson, Uppsala |
|   |              |              |                |      | Degerfors Publik: 2 507 Domare: Stig Claesson, Uppsala | Degerfors Publik: 2 507 Domare: Stig Claesson, Uppsala |

| 2 | 5 augusti 1945 | Gais                                         | 2 – 1          | Djurgårdens IF     | Ullevi                                               |                                                      |
|   |                | Göte Sjösten 18′ (str.) Henning Wessberg 36′ | (2 – 1) DN SvD | 15′ Arne Blomqvist | Göteborg Publik: 6 156 Domare: Gunnar Dahlner, Malmö | Göteborg Publik: 6 156 Domare: Gunnar Dahlner, Malmö |
|   |                |                                              |                |                    | Göteborg Publik: 6 156 Domare: Gunnar Dahlner, Malmö | Göteborg Publik: 6 156 Domare: Gunnar Dahlner, Malmö |
|   |                |                                              |                |                    | Göteborg Publik: 6 156 Domare: Gunnar Dahlner, Malmö | Göteborg Publik: 6 156 Domare: Gunnar Dahlner, Malmö |

| 3 | 8 augusti 1945 | Gais                    | 1 – 3          | IFK Göteborg                                              | Ullevi                                                        |                                                               |
|   |                | Göte Sjösten 28′ (str.) | (1 – 2) DN SvD | 21′ Gunnar Gren 26′ Åke Kristiansson 87′ Holger Bengtsson | Göteborg Publik: 10 963 Domare: Werner Johansson, Hälsingborg | Göteborg Publik: 10 963 Domare: Werner Johansson, Hälsingborg |
|   |                |                         |                |                                                           | Göteborg Publik: 10 963 Domare: Werner Johansson, Hälsingborg | Göteborg Publik: 10 963 Domare: Werner Johansson, Hälsingborg |
|   |                |                         |                |                                                           | Göteborg Publik: 10 963 Domare: Werner Johansson, Hälsingborg | Göteborg Publik: 10 963 Domare: Werner Johansson, Hälsingborg |

| 4 | 12 augusti 1945 | IFK Norrköping | 0 – 0          | Gais | Idrottsparken                                              |                                                            |
|   |                 |                | (0 – 0) DN SvD |      | Norrköping Publik: 5 152 Domare: Wille Svensson, Stockholm | Norrköping Publik: 5 152 Domare: Wille Svensson, Stockholm |
|   |                 |                |                |      | Norrköping Publik: 5 152 Domare: Wille Svensson, Stockholm | Norrköping Publik: 5 152 Domare: Wille Svensson, Stockholm |
|   |                 |                |                |      | Norrköping Publik: 5 152 Domare: Wille Svensson, Stockholm | Norrköping Publik: 5 152 Domare: Wille Svensson, Stockholm |

| 5 | 19 augusti 1945 | Gais                                                            | 3 – 2          | Halmstads BK      | Ullevi                                                   |                                                          |
|   |                 | Gösta Karlsson 12′ (sjm.) Henning Wessberg 14′ Göte Sjösten 26′ | (3 – 1) DN SvD | 43′, 62′ Åke Höög | Göteborg Publik: 6 453 Domare: Erik Jansson, Kvarnsveden | Göteborg Publik: 6 453 Domare: Erik Jansson, Kvarnsveden |
|   |                 |                                                                 |                |                   | Göteborg Publik: 6 453 Domare: Erik Jansson, Kvarnsveden | Göteborg Publik: 6 453 Domare: Erik Jansson, Kvarnsveden |
|   |                 |                                                                 |                |                   | Göteborg Publik: 6 453 Domare: Erik Jansson, Kvarnsveden | Göteborg Publik: 6 453 Domare: Erik Jansson, Kvarnsveden |

| 6 | 2 september 1945 | Hälsingborgs IF                    | 2 – 0          | Gais | Olympia                                                   |                                                           |
|   |                  | Åke Wihlén 25′ Torsten Persson 30′ | (2 – 0) DN SvD |      | Hälsingborg Publik: 6 100 Domare: Olof Frisberg, Halmstad | Hälsingborg Publik: 6 100 Domare: Olof Frisberg, Halmstad |
|   |                  |                                    |                |      | Hälsingborg Publik: 6 100 Domare: Olof Frisberg, Halmstad | Hälsingborg Publik: 6 100 Domare: Olof Frisberg, Halmstad |
|   |                  |                                    |                |      | Hälsingborg Publik: 6 100 Domare: Olof Frisberg, Halmstad | Hälsingborg Publik: 6 100 Domare: Olof Frisberg, Halmstad |

| 7 | 16 september 1945 | Gais                                    | 2 – 2          | AIK                     | Ullevi                                                  |                                                         |
|   |                   | Göte Sjösten 22′ (str.) Stig Hillén 36′ | (2 – 0) DN SvD | 46′, 88′ Henry Carlsson | Göteborg Publik: 7 304 Domare: Folke Lindblom, Västerås | Göteborg Publik: 7 304 Domare: Folke Lindblom, Västerås |
|   |                   |                                         |                |                         | Göteborg Publik: 7 304 Domare: Folke Lindblom, Västerås | Göteborg Publik: 7 304 Domare: Folke Lindblom, Västerås |
|   |                   |                                         |                |                         | Göteborg Publik: 7 304 Domare: Folke Lindblom, Västerås | Göteborg Publik: 7 304 Domare: Folke Lindblom, Västerås |

| 8 | 23 september 1945 | Malmö FF | 0 – 1          | Gais                 | Malmö IP                                            |                                                     |
|   |                   |          | (0 – 0) DN SvD | 77′ Henning Wessberg | Malmö Publik: 10 733 Domare: Ivan Eklind, Stockholm | Malmö Publik: 10 733 Domare: Ivan Eklind, Stockholm |
|   |                   |          |                |                      | Malmö Publik: 10 733 Domare: Ivan Eklind, Stockholm | Malmö Publik: 10 733 Domare: Ivan Eklind, Stockholm |
|   |                   |          |                |                      | Malmö Publik: 10 733 Domare: Ivan Eklind, Stockholm | Malmö Publik: 10 733 Domare: Ivan Eklind, Stockholm |

| 9 | 7 oktober 1945 | Jönköpings Södra IF                   | 2 – 3          | Gais                                                                   | Stadsparksvallen                                       |                                                        |
|   |                | Ivar Augustsson 68′ Allan Broling 70′ | (0 – 0) DN SvD | 67′ (str.) Göte Sjösten 69′ Karl-Alfred Jacobsson 80′ Henning Wessberg | Jönköping Publik: 7 323 Domare: Erik Johansson, Mjölby | Jönköping Publik: 7 323 Domare: Erik Johansson, Mjölby |
|   |                |                                       |                |                                                                        | Jönköping Publik: 7 323 Domare: Erik Johansson, Mjölby | Jönköping Publik: 7 323 Domare: Erik Johansson, Mjölby |
|   |                |                                       |                |                                                                        | Jönköping Publik: 7 323 Domare: Erik Johansson, Mjölby | Jönköping Publik: 7 323 Domare: Erik Johansson, Mjölby |

| 10 | 14 oktober 1945 | Gais                                             | 3 – 1          | IS Halmia      | Ullevi                                                   |                                                          |
|    |                 | Sixten Rosenqvist Rolf Almqvist Henning Wessberg | (2 – 0) DN SvD | Nils Johansson | Göteborg Publik: 6 516 Domare: Göran Lundberg, Stockholm | Göteborg Publik: 6 516 Domare: Göran Lundberg, Stockholm |
|    |                 |                                                  |                |                | Göteborg Publik: 6 516 Domare: Göran Lundberg, Stockholm | Göteborg Publik: 6 516 Domare: Göran Lundberg, Stockholm |
|    |                 |                                                  |                |                | Göteborg Publik: 6 516 Domare: Göran Lundberg, Stockholm | Göteborg Publik: 6 516 Domare: Göran Lundberg, Stockholm |

| 11 | 28 oktober 1945 | IF Elfsborg       | 1 – 1          | Gais              | Ryavallen                                         |                                                   |
|    |                 | Sven Jonasson 30′ | (1 – 0) DN SvD | 61′ Rolf Almqvist | Borås Publik: 3 899 Domare: Gunnar Dahlner, Malmö | Borås Publik: 3 899 Domare: Gunnar Dahlner, Malmö |
|    |                 |                   |                |                   | Borås Publik: 3 899 Domare: Gunnar Dahlner, Malmö | Borås Publik: 3 899 Domare: Gunnar Dahlner, Malmö |
|    |                 |                   |                |                   | Borås Publik: 3 899 Domare: Gunnar Dahlner, Malmö | Borås Publik: 3 899 Domare: Gunnar Dahlner, Malmö |

| 12 | 4 november 1945 | Gais | 0 – 1          | Malmö FF           | Ullevi                                                 |                                                        |
|    |                 |      | (0 – 1) DN SvD | 36′ Gustaf Nilsson | Göteborg Publik: 9 700 Domare: Tore Sjöberg, Stockholm | Göteborg Publik: 9 700 Domare: Tore Sjöberg, Stockholm |
|    |                 |      |                |                    | Göteborg Publik: 9 700 Domare: Tore Sjöberg, Stockholm | Göteborg Publik: 9 700 Domare: Tore Sjöberg, Stockholm |
|    |                 |      |                |                    | Göteborg Publik: 9 700 Domare: Tore Sjöberg, Stockholm | Göteborg Publik: 9 700 Domare: Tore Sjöberg, Stockholm |

| 13 | 11 november 1945 | Gais                                                                           | 5 – 3          | IF Elfsborg                            | Ullevi                                               |                                                      |
|    |                  | Göte Karlsson 1′ Henning Wessberg 21′, 46′ Erland Ekström 56′ Göte Sjösten 65′ | (2 – 1) DN SvD | 45′, 69′ Stig Lindqvist 47′ Hugo Lydén | Göteborg Publik: 4 264 Domare: Åke Nilsson, Halmstad | Göteborg Publik: 4 264 Domare: Åke Nilsson, Halmstad |
|    |                  |                                                                                |                |                                        | Göteborg Publik: 4 264 Domare: Åke Nilsson, Halmstad | Göteborg Publik: 4 264 Domare: Åke Nilsson, Halmstad |
|    |                  |                                                                                |                |                                        | Göteborg Publik: 4 264 Domare: Åke Nilsson, Halmstad | Göteborg Publik: 4 264 Domare: Åke Nilsson, Halmstad |

| 14 | 14 april 1946 | AIK              | 1 – 1          | Gais                 | Råsunda                                            |                                                    |
|    |               | Stig Östberg 60′ | (0 – 1) DN SvD | 45′ Henning Wessberg | Solna Publik: 13 761 Domare: Gunnar Dahlner, Malmö | Solna Publik: 13 761 Domare: Gunnar Dahlner, Malmö |
|    |               |                  |                |                      | Solna Publik: 13 761 Domare: Gunnar Dahlner, Malmö | Solna Publik: 13 761 Domare: Gunnar Dahlner, Malmö |
|    |               |                  |                |                      | Solna Publik: 13 761 Domare: Gunnar Dahlner, Malmö | Solna Publik: 13 761 Domare: Gunnar Dahlner, Malmö |

| 15 | 22 april 1946 | IS Halmia | 0 – 0          | Gais | Örjans vall                                          |                                                      |
|    |               |           | (0 – 0) DN SvD |      | Halmstad Publik: 3 400 Domare: Folke Malm, Huskvarna | Halmstad Publik: 3 400 Domare: Folke Malm, Huskvarna |
|    |               |           |                |      | Halmstad Publik: 3 400 Domare: Folke Malm, Huskvarna | Halmstad Publik: 3 400 Domare: Folke Malm, Huskvarna |
|    |               |           |                |      | Halmstad Publik: 3 400 Domare: Folke Malm, Huskvarna | Halmstad Publik: 3 400 Domare: Folke Malm, Huskvarna |

| 16 | 29 april 1946 | Gais                                     | 3 – 0       | Jönköpings Södra IF | Ullevi                                                     |                                                            |
|    |               | Erland Ekström 7′, 61′ Rolf Almqvist 54′ | (1 – 0) SvD |                     | Göteborg Publik: 9 533 Domare: Fredrik Grönberg, Strängnäs | Göteborg Publik: 9 533 Domare: Fredrik Grönberg, Strängnäs |
|    |               |                                          |             |                     | Göteborg Publik: 9 533 Domare: Fredrik Grönberg, Strängnäs | Göteborg Publik: 9 533 Domare: Fredrik Grönberg, Strängnäs |
|    |               |                                          |             |                     | Göteborg Publik: 9 533 Domare: Fredrik Grönberg, Strängnäs | Göteborg Publik: 9 533 Domare: Fredrik Grönberg, Strängnäs |

| 17 | 5 maj 1946 | Halmstads BK | 0 – 2          | Gais                 | Örjans vall                                                  |                                                              |
|    |            |              | (0 – 1) DN SvD | 11′, 60′ Ragnar Bred | Halmstad Publik: 3 497 Domare: Werner Johansson, Hälsingborg | Halmstad Publik: 3 497 Domare: Werner Johansson, Hälsingborg |
|    |            |              |                |                      | Halmstad Publik: 3 497 Domare: Werner Johansson, Hälsingborg | Halmstad Publik: 3 497 Domare: Werner Johansson, Hälsingborg |
|    |            |              |                |                      | Halmstad Publik: 3 497 Domare: Werner Johansson, Hälsingborg | Halmstad Publik: 3 497 Domare: Werner Johansson, Hälsingborg |

| 18 | 12 maj 1946 | Gais               | 1 – 4          | IFK Norrköping                                              | Ullevi                                                 |                                                        |
|    |             | Erland Ekström 29′ | (1 – 1) DN SvD | 39′, 58′ Halvar Carlbom 74′ Gunnar Nordahl 89′ Knut Nordahl | Göteborg Publik: 22 354 Domare: Ivan Eklind, Stockholm | Göteborg Publik: 22 354 Domare: Ivan Eklind, Stockholm |
|    |             |                    |                |                                                             | Göteborg Publik: 22 354 Domare: Ivan Eklind, Stockholm | Göteborg Publik: 22 354 Domare: Ivan Eklind, Stockholm |
|    |             |                    |                |                                                             | Göteborg Publik: 22 354 Domare: Ivan Eklind, Stockholm | Göteborg Publik: 22 354 Domare: Ivan Eklind, Stockholm |

| 19 | 17 maj 1946 | IFK Göteborg | 1 – 3          | Gais                                          | Ullevi                                                       |                                                              |
|    |             | Gunnar Gren  | (0 – 3) DN SvD | Rolf Almqvist Bertil Sernros Henning Wessberg | Göteborg Publik: 17 018 Domare: Hilmer Österqvist, Stockholm | Göteborg Publik: 17 018 Domare: Hilmer Österqvist, Stockholm |
|    |             |              |                |                                               | Göteborg Publik: 17 018 Domare: Hilmer Österqvist, Stockholm | Göteborg Publik: 17 018 Domare: Hilmer Österqvist, Stockholm |
|    |             |              |                |                                               | Göteborg Publik: 17 018 Domare: Hilmer Österqvist, Stockholm | Göteborg Publik: 17 018 Domare: Hilmer Österqvist, Stockholm |

| 20 | 26 maj 1946 | Gais                                        | 2 – 0          | Hälsingborgs IF | Ullevi                                                   |                                                          |
|    |             | Bertil Sernros 51′ (str.) Göte Karlsson 81′ | (0 – 0) DN SvD |                 | Göteborg Publik: 4 814 Domare: Erik Jansson, Kvarnsveden | Göteborg Publik: 4 814 Domare: Erik Jansson, Kvarnsveden |
|    |             |                                             |                |                 | Göteborg Publik: 4 814 Domare: Erik Jansson, Kvarnsveden | Göteborg Publik: 4 814 Domare: Erik Jansson, Kvarnsveden |
|    |             |                                             |                |                 | Göteborg Publik: 4 814 Domare: Erik Jansson, Kvarnsveden | Göteborg Publik: 4 814 Domare: Erik Jansson, Kvarnsveden |

| 21 | 30 maj 1946 | Djurgårdens IF                              | 2 – 3          | Gais                                       | Stockholms stadion                                           |                                                              |
|    |             | Sture Larsson 24′ (str.) Nils Cederborg 55′ | (1 – 1) DN SvD | 3′ (65) Henning Wessberg 46′ Göte Karlsson | Stockholm Publik: 9 421 Domare: John O. Nilsson, Hälsingborg | Stockholm Publik: 9 421 Domare: John O. Nilsson, Hälsingborg |
|    |             |                                             |                |                                            | Stockholm Publik: 9 421 Domare: John O. Nilsson, Hälsingborg | Stockholm Publik: 9 421 Domare: John O. Nilsson, Hälsingborg |
|    |             |                                             |                |                                            | Stockholm Publik: 9 421 Domare: John O. Nilsson, Hälsingborg | Stockholm Publik: 9 421 Domare: John O. Nilsson, Hälsingborg |

| 22 | 3 juni 1946 | Gais | 0 – 2          | Degerfors IF                             | Ullevi                                               |                                                      |
|    |             |      | (0 – 0) DN SvD | 52′ Vincent Persson 58′ Lennart Lindskog | Göteborg Publik: 4 733 Domare: Folke Malm, Huskvarna | Göteborg Publik: 4 733 Domare: Folke Malm, Huskvarna |
|    |             |      |                |                                          | Göteborg Publik: 4 733 Domare: Folke Malm, Huskvarna | Göteborg Publik: 4 733 Domare: Folke Malm, Huskvarna |
|    |             |      |                |                                          | Göteborg Publik: 4 733 Domare: Folke Malm, Huskvarna | Göteborg Publik: 4 733 Domare: Folke Malm, Huskvarna |

## Spelarstatistik

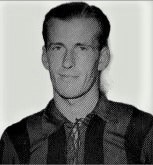
Henning Wessberg vann Gais interna skytteliga denna säsong.

| Spelare               | Matcher | Mål |
| --------------------- | ------- | --- |
| Sixten Rosenqvist     | 22      | 1   |
| Folke Lind            | 22      |     |
| Erland Ekström        | 21      | 4   |
| Bertil Sernros        | 21      | 2   |
| Sven Jacobsson        | 21      |     |
| Henning Wessberg      | 20      | 11  |
| Nils Johansson (mv)   | 20      |     |
| Rolf Gustafsson       | 19      |     |
| Göte Sjösten          | 16      | 6   |
| Göte Karlsson         | 16      | 4   |
| Rolf Almqvist         | 14      | 3   |
| Karl-Alfred Jacobsson | 11      | 1   |
| Stig Hillén           | 8       | 1   |
| Ragnar Bred           | 3       | 2   |
| Stig Aronsson         | 3       |     |
| Yngve Högberg (mv)    | 2       |     |
| Sven Widlund          | 2       |     |
| Inge Bjelkholm        | 1       |     |